# Iartsevo
Iartsevo (en russe : Ярцево) est une ville de l'oblast de Smolensk, en Russie, et le centre administratif du raïon de Iartsevo. Sa population s'élevait à 40 330 habitants en 2024.

## Géographie
Iartsevo est arrosée par la rivière Vop et se trouve à 51 km au nord-est de Smolensk et à 322 km à l'ouest-sud-ouest de Moscou.

## Histoire
Iartsevo a été fondée à l'emplacement du village de Iartsevo-Perevoz (en russe : Ярцево-Перевоз), connu depuis 1859. Il s'est développé en raison de la construction d'une filature de coton en 1873, puis d'une fabrique de savon, d'une briquèterie, d'une scierie et d'une fonderie. Iartsevo a le statut de la ville depuis 1926.

## Population
Au cours des années 1990 la situation démographique de Iartsevo s'est fortement dégradée. En 2001, le solde naturel accusait ainsi un déficit de 10,8 pour mille (taux de natalité 7,7 pour mille et taux de mortalité 18,5 pour mille). En 1996, la population de la ville atteignit un maximum de 57 900 habitants avant de décliner.
Recensements ou estimations de la population
| 1897*  | 1926*  | 1939*  | 1959*  | 1970*  | 1979*  | 1989*  |
| ------ | ------ | ------ | ------ | ------ | ------ | ------ |
| 18 300 | 18 699 | 36 706 | 25 558 | 36 662 | 40 674 | 52 304 |

| 2002*  | 2010*  | 2012   | 2013   | 2014   | 2015   | 2016   |
| ------ | ------ | ------ | ------ | ------ | ------ | ------ |
| 52 617 | 47 848 | 47 518 | 46 970 | 46 266 | 46 219 | 45 559 |

| 2017   | 2018   | 2019   | 2020   | - | - | - |
| ------ | ------ | ------ | ------ | - | - | - |
| 44 740 | 44 097 | 43 280 | 42 677 | - | - | - |